# Геологија Андоре
Андора се налази у аксијалној зони централног планинског ланца Пиринеја у југозападној Европи, што значи да је интензивно наборала и нагурала стене настале када је Пиринејско полуострво ротирано на европски континент.

## Преглед
Стене из камбрија или ордовицијума јављају се у облику конгломерата, кречњака, филита, кварцита и шкриљаца. Дијапири шкриљца из силурског периода налазе се у синклинали Лавирси у близини Биксарије на југозападу. Гнајс и шист се налазе у језгрима антиклинала на североистоку земље. Овај гнајс садржи мусковит. Антиформе су повезане са блиским хоризонталним зонама смицања, које садрже покривке метаморфозираних седимената. Млађи палеозојски метаморфизовани седименти који се налазе изнад већег дела Андоре такође су били стрмо наборани.
На југоистоку земље налази се алкални гранит из батолита који се зове Mt-Louis-Andorra Batholith. Простире се у Шпанији и покрива површину од 600 km2 (230 sq mi). Јављају се различите зоне састава стена, са монзогранитом у центру, кварц диоритом на ивици и гранодиоритом у међуделовима. Батолит је изазвао метаморфизам на његовој западној ивици. База батолита је изложена на истоку Андоре.
У централним и источним Пиринејима, који укључују Андору, нема пронађених фосила старијих од 450–460 милиона година.

## Глацијација
Андора је била у великој мери глацијарана током квартара; глечери су текли низ све главне долине Андоре, спајајући се у један велики глечер у Ескалдес-Енгордани, који је у најхладнијој фази досезао чак на југ до Понт де ла Фонтанеда код Санта Коломе. Андора има бројне карактеристичне леднике, укључујући долине у облику слова У, циркове, арете и роше планине. Примери циркова укључују Cirque de Pessons на истоку, Llac de Tristaina на северозападу и два цирка на око 2400 метара надморске висине на Pic de Casamanya (2740 м). Санта Колома има глацијалну терминалну морену.